# Vasilije Blaženi
Vasilije Blaženi (selo Jelohovo kod Moskve, 1469. – Moskva, 2. kolovoza 1552.) ruski je pravoslavni svetac. Po njemu je nazvana znamenita Katedrala sv. Vasilija Blaženog u Moskvi.
Rođen je 1469. godine u selu Jelohovu u blizini Moskve od roditelja Jakova i Ane. Sa šesnaest godina napušta roditeljski dom u namjeri da se posveti podvigu jurodivstva – asketskoga isposničkoga života zbog vjerskih razloga. Živio je bez krova nad glavom, danju odlazeći iz jednog pravoslavnoga hrama u drugi, a noći provodeći u crkvenim predvorjima. Klonio se ljudi, ali su mu vjernici priticali kako bi slušali njegove pouke i predskazanja. Slovio je za svenarodnoga duhovnoga uzora i borca protiv nepravdi; razobličavao je i loše postupke ruskoga cara Ivana Groznoga. Za života se odlikovao darom proroštva.
Umro je u Moskvi 2. kolovoza 1552. godine. Čin sahrane obavio je mitropolit Makarije s mnogo svećenika. Grob mu se nalazi na mjestu gdje je 1554., ukazom cara Ivana Groznog, bila podignuta katedrala posvećena Pokrovu Presvete Bogorodice, a u znak sjećanja na zauzeće grada Kazanja i Astrahana. Poznatija je pod imenom Katedrala sv. Vasilija Blaženog, nazvana po njemu u središtu Moskve, koja je postala jedan od glavnih simbola Moskve i Rusije.
U toj katedrali počivaju njegove relikvije i danas. Dogodila su se čudesa na njegovu grobu.